# Blaze Fielding
Blaze Fielding (ブレイズ・フィールディング), mais conhecida apenas como Blaze, é uma personagem de jogo e principal protagonista da série de jogos beat 'em up da Sega, Streets of Rage (Bare Knuckle). Introduzida originalmente em Streets of Rage em 1991, ela é uma personagem jogável em todos os três jogos, começando como uma vigilante ex-policial no primeiro jogo e se tornando uma detetive particular no terceiro jogo. Blaze é uma mestre do judô que ajuda seus companheiros, Adam Hunter e Axel Stone, a derrotar o chefe do sindicato do crime, Mr. X, durante os três jogos.
Originalmente a mais rápida, mas a menos forte da lista do primeiro jogo, Blaze mais tarde se tornou uma lutadora versátil na série, bem como uma das favoritas de muitos. As personagens Mona e Lisa de Streets of Rage (Onihime e Yasha em Bare Knuckle) e Mace de Fighting Force são baseados nela.

## Aparições

### Jogos eletrônicos
Blaze Fielding fez sua estréia em Streets of Rage (SoR), em 1991, como um oficial de baixa patente de 21 anos no Departamento de Polícia de uma grande cidade americana não identificada. Blaze é uma dos três jovens policiais que deixaram a polícia corrupta da cidade para resolver a violência que assolou a cidade e descobrir os responsáveis por trás desses eventos. Juntamente com Adam Hunter e Axel Stone, ela consegue derrotar o líder do sindicato (mais tarde chamado de Mr. X) em sua própria sede.
Em Streets of Rage 2 (1992), passado um ano depois, Blaze, que se mudou da cidade e se tornou instrutora de dança, descobre junto com Axel e o irmão mais novo de Adam, "Skate", que Adam foi sequestrado por Mr. X, que se acreditava estar morto na batalha anterior, com a finalidade de atrair Axel e Blaze para ele em retaliação por sua derrota anterior. Ela e Axel saíram para resgatar seu amigo junto com Skate e um lutador profissional Max Thunder, que também é um dos amigos de Axel. Eles conseguem chegar à sede secreta do Sindicato em uma ilha isolada e derrotar o Mr. X mais uma vez e libertar Adam no final.
Em Bare Knuckle III, a versão japonesa de Streets of Rage 3 (1994), Blaze, juntamente com Axel, juntam-se novamente à força policial após os eventos de Streets of Rage 2. Durante os eventos de Bare Knuckle III, Axel e Blaze estão sendo designados para os dois principais casos que na verdade se revelarão interligados: uma explosão na cidade de Wood Oak que poderia estar relacionada às atividades do sindicato, e o desaparecimento do General Petrov que poderia levar a uma guerra entre nações. Eles estão sendo auxiliados por Adam, Skate e um misterioso ex-pesquisador Dr. Zan. A versão em inglês de Streets of Rage 3, que apresenta um enredo ligeiramente alterado, fez Blaze permanecer na cidade após os eventos de Streets of Rage 2 e se tornar uma detetive particular. Quando é informada pelo Dr. Zan que a próxima vítima do esquema maligno do Sindicato será seu velho amigo, o Chefe da Polícia, ela imediatamente monta uma força-tarefa para resgata-lo.
Em 2018, foi anunciado que Blaze irá retornar em Streets of Rage 4. Ela é uma dos dois personagens jogáveis revelados, junto com Axel.

### Outras mídias
Blaze aparece na HQ Streets of Rage escrita por Mark Millar, originalmente serializado em Sonic the Comic em 1993 e mais tarde publicada como Streets of Rage: Bad City Fighters. Na história bônus "Facts of Life" de Sonic the Poster Mag, Blaze e seus amigos Axel, Max e Skate são sequestrados por policiais corruptos da NYPD, mas antes de serem executados, um jovem policial honesto a libera e ela resgata os outros. A história principal mostra como Blaze e os outros deixaram a força e se tornaram vigilantes combatentes do crime.
Ela também aparece na novela não-canônica Streets of Rage 2 que vinha com a revista Sega Force, escrita por Mat Yeo em 1993. Nela, Blaze é uma agente da CIA que, após os eventos do primeiro jogo, retornou a Washington depois que Axel e Adam se apaixonaram por ela e ela não pôde escolher. Nos cinco anos entre os eventos dos dois jogos, ela se junta a um serviço de inteligência de elite, STRIKE, antes de se reunir com Axel para ajudá-lo a resgatar Adam e derrotar Mr. X (com Blaze matando seu guarda-costas ninja Shiva).
Em 2016, a Sega anunciou que Blaze está sendo avaliada para aparecer em suas adaptações cinematográficas e televisivas da série Streets of Rage.

## Design da personagem e jogabilidade
Como revelado em Sega Mega Drive/Genesis: Collected Works da Read-Only Memory, Blaze começou originalmente como uma hong-konguesa lutadora de kung-fu chamada Pink Typhoon no documento de design de D-SWAT, um jogo que se tornou Bare Knuckle / Streets of Rage. Enquanto Blaze sempre tem cabelo castanho no jogo, a tela principal, foto de perfil e cena final no primeiro jogo mostram-na com cabelo preto. Ela usa, junto com botas e luvas, uma faixa vermelha brilhante, jaqueta de couro vermelha e minissaia vermelha no primeiro jogo; um sutiã vermelho e minissaia na sequência; e a versão prateada dele no terceiro jogo (vermelho no Japão). O lançamento rejeitado pela Backbone Entertainment para um reboot de Street of Rage apresentava um visual atualizado de Blaze baseado em suas aparições anteriores. No próximo Streets of Rage 4 da Dotemu, Blaze ainda é "uma linda mulher durona de trinta e poucos anos".
Blaze é uma personagem rápida, mas fraca, no primeiro Streets of Rage, mas se tornou "a mais completa" da série no segundo jogo. Ela usa principalmente suas poderosas pernas para lutar e é uma especialista em judô, dando um golpe de arremesso mais poderoso do que os outros personagens. Com suas estatísticas equilibradas e boas técnicas, Blaze é comumente considerada a melhor personagem dos personagens jogáveis em Streets of Rage 2 e Streets of Rage 3. Suas técnicas especiais nos dois últimos jogos são o chute cartwheel (estrela) chamado Embukyaku (ダ ン ス キ ッ ク) e um ataque de chi chamado Kikoushko (Windイ パ ー ム, "Wind Blast" no SoR3); seu Hishousouzan ("Flying Double Cut" em SoR3) é um salto para frente para atacar os inimigos com seus punhos. Seus movimentos especiais foram comparados a esses personagens de Street Fighter, Ryu e Guile. Ela é a única personagem que executa um movimento de arma especial no SoR2 (um golpe duplo com uma faca).
Blaze é a única personagem que manteve seu movimento ocioso (passar a mão pelo cabelo) através da série. Sua animação de pulo foi censurada na versão americana de Streets of Rage 2 para não mostrar sua calcinha, o que surpreendeu a equipe de desenvolvimento japonesa. No primeiro Streets of Rage, as gêmeas Onihime e Yasha, ou Mona e Lisa na versão inglesa, são paletas trocadas do sprite da Blaze (elas parecem distintamente diferentes de Blaze em Streets of Rage 3). A Blaze do projeto cancelado da Core Design de Streets of Rage 4 / Streets of Rage 3D para o Saturn foi transformada em Mace Daniels em Fighting Force (1997), quando este jogo foi transformado em um título autônomo; Mace ainda continuou a ser chamada de "Blaze" em Judgment Force, a versão de pré-lançamento do Fighting Force. Em outro projeto cancelado de Street of Rage 4, para o Dreamcast em 1999, Blaze foi substituída por uma personagem uma ninja chamada Erie e usando um estilo de luta similar.

## Recepção
Blaze Fielding foi bem recebida, conhecida por ser uma das primeiras heroínas femininas em videogames, especialmente nas plataformas Sega e no gênero beat 'em up, com Violet Berlin descrevendo Blaze como "uma mudança bem-vinda" quando ela "falou para as meninas" em 1993. De acordo com a revista brasileira Gamers em 1993, Blaze já foi "aclamada pelos maníacos por jogos como uma das musas dos games"; A Mega Fun alemã chamou-a de a "video game babe" mais forte depois da Chun-Li, e a italiana Game Power opinou que Blaze era superior a Chun-Li, mesmo que ela "não fosse tão bonita quanto a Maki de Final Fight 2". Nick Akerman, da GameZone, classificou Blaze como a terceira personagem feminina mais forte de jogos em 2008, como a equipe do MeriStation em 2015. A IGN Espanha colocou a Blaze e a Tyris Flare de Golden Axe para representar o gênero beat 'em up em sua lista de 2013 das dez principais "heroínas clássicas dos games". Georgina Young, da TechRaptor, incluiu essa "favorita dos fãs" em sua lista de 2015 das seis principais "protagonistas femininas feministas" nos videogames. A equipe da Retro Gamer escolheu Blaze como um dos clássicos "ingredientes necessários para fazer o melhor lutador de rolagem" como o "Personagem do Jogador 2" (com o jogador 1 sendo, Mike Haggar de Final Fight).
Ela também foi conhecida por seu sex appeal, em particular pelos quadros de animação das suas pernas que mostram um pouco da sua calcinha ao pular com a personagem na versão original, cuja remoção na América foi uma das primeiras ocorrências de conteúdo sexual censurado em videogames. A Famitsu descreveu-o como um "dogma" japonês fãs de "Blaze=calcinhas" enquanto discutia a censura ocidental. A Electronic Gaming Monthly nomeou-a como a "Hottest Video Game Babe" de 1993. Karl Youngman da Digital Press apresentou Blaze em seu artigo "Classic Babes in Videogames" como representante de uma tropa de "garota das motos", opinando que ela tem as melhores pernas dos videogames e afirmando que depois de vê-la ele "não se importava se visse outra garota "real" de novo", e um analista da Famitsu admitiu que "adorava" Blaze por sua técnica de luta e sua sensualidade. Em 2011, Jim Sterling, da GamesRadar, relembrou esta "estonteante da era 16 bits" como "um dos sprites mais sexy de todos os tempos".
A Computer & Video Games comparou a "linda" Blaze à sua própria Yvette Nicholls, e Jeremy Parish, da USgamer, especulou que Lucia, do Final Fight 3 poderia ter sido "a resposta da Capcom à favorita de Streets of Rage, vestindo shorts curtos e um colete minúsculo sobre um crop-top, enquanto ela pula e chuta os inimigos". A revista italiana Mega Console comparou Blaze à super-heroína Mulher Maravilha. O produtor de hip-hop e DJ Justin Smith mais conhecido como Just Blaze foi inspirado em Streets of Rage.